# Juvenia Kraków

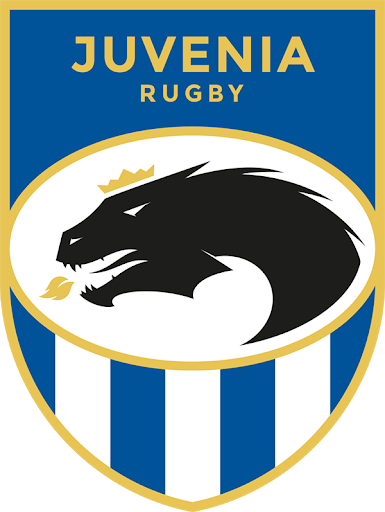
Poprzedni herb Juvenii Kraków

Rzemieślniczy Klub Sportowy Juvenia Kraków – klub sportowy w Krakowie, założony w 1906 roku. Obecnie posiada sekcje rugby union kobiet i mężczyzn.

## Historia
Juvenia jest jednym z najstarszych krakowskich klubów sportowych. Za datę jego powstania przyjmuje się 8 grudnia 1906, gdy z inicjatywy księdza Mieczysława Kuznowicza powstał Związek Męskiej Młodzieży Przemysłowej i Rękodzielniczej, którego celem było aktywizacja i opieka nad młodzieżą robotniczą. Związek stanowił zinstytucjonalizowaną kontynuację działalności powstałego w 1897 stowarzyszenia „Opieka św. Stanisława Kostki nad Młodzieżą Terminatorską”. Od samego początku istnienia Związku uprawiano w jego ramach sport – m.in. lekkoatletykę, gimnastykę i piłkę nożną. W 1907 powstały trzy drużyny piłkarskie: Różowych, Niebieskich i Żółtych. W 1908 Różowi przyjęli nazwę Polonia, a inna z drużyn – Lithuania. W 1911 drużyny połączono w jedną pod nazwą Lithuanii. W kolejnym roku drużynę piłkarską rozwiązano z uwagi na brak postępów zawodników w rozwoju moralnym. Oprócz piłki nożnej w Związku działały sekcje licznych innych dyscyplin sportowych: siatkówki, koszykówki, lekkoatletyki, tenisa i szachów, a także gimnastyki. W 1912 utworzono w ramach Związku Towarzystwo Sportowe im. dr. Henryka Jordana, które objęło zarząd nad wszystkimi drużynami sportowymi Związku. 
25 czerwca 1911 uroczyście otwarto na przekazanych Związkowi terenach położonych na krakowskich Błoniach, obok nowego koryta Rudawy Park Sportowy „Juvenia” – urządzono tu boisko piłkarskie, korty tenisowe, bieżnię i kręgielnię; zbudowano pawilon z szatniami. Park był pierwszą stałą lokalizacją stadionową w Krakowie. W 1912 Związek powierzył zarząd nad obiektem powołanemu wówczas Towarzystwu Sportowemu. Po I wojnie światowej obiekt zmodernizowano i ponownie otwarto 19 czerwca 1921; dodano wówczas do kompleksu boiska do siatkówki i koszykówki. W 1927 obszar Parku został znacznie powiększony. W połowie lat dwudziestych działały w Związku cztery drużyny piłkarskie (Juvenia, Jedność i Jowisz, który później zmienił nazwę na Unitas, ponadto krótko istniejąca w 1926 Tęcza), a także sekcje tenisowa, gier ruchowych, lekkoatletyki. W ich ramach uprawiano także m.in. koszykówkę. W latach trzydziestych działały sekcje piłki nożnej, lekkoatletyki, gier sportowych, ćwiczeń na przyrządach i tenisowa. Sekcja piłkarska wyodrębniła się ze Związku 1 marca 1935 i przyjęła nazwę Juvenia oraz zgłosiła się do oficjalnych rozgrywek ligowych piłki nożnej. W latach 30. debiutował w Juvenii jako bramkarz Edward Madejski, późniejszy piłkarz Wisły Kraków i reprezentant Polski, uczestnik mistrzostw świata w 1938.
Podczas okupacji hitlerowskiej Juvenia rozgrywała nielegalne mecze piłkarskie, w tym uczestniczyła w rozgrywkach o mistrzostwo Krakowa. Odbywały się one początkowo na boisku Juvenii, które jednak zostało zdewastowane przez okupanta w czasie wojny. W tym okresie w Juvenii swoją karierę piłkarską zaczynał Tadeusz Kubik, późniejszy mistrz Polski w barwach Wisły Kraków, występował też późniejszy reprezentant Polski Zdzisław Mordarski. 28 stycznia 1945 Juvenia uczestniczyła w pierwszym rozegranym po wojnie meczu piłkarskim w Krakowie (jej przeciwnikiem był Zwierzyniecki, a zaraz potem rozegrano mecz między Wisłą a Cracovią). Dla upamiętnienia tego faktu drużyny Juvenii i Zwierzynieckiego przez kilkadziesiąt lat rozgrywały coroczne styczniowe spotkania piłkarskie.
Po drugiej wojnie światowej klub długo starał się o odzyskanie, a następnie utrzymanie praw do terenu. W 1957 przyjęto obecną nazwę klubu, wówczas też odebrano mu główną część obiektu na rzecz Zwierzynieckiego. Klub prowadził sekcje piłki nożnej, tenisa stołowego, boksu, pływania, szybownictwa, koszykówki, siatkówki, szachów, brydża, sportów motorowych, podnoszenia ciężarów i rugby. Do największych sukcesów w historii Juvenii tego okresu należą tytuły mistrza Polski w szachach Alfreda Tarnowskiego oraz w sportach motorowych osiągnięte dzięki braciom Koprowskim. 
W 1973 w miejsce sekcji koszykówki powstała na nowo w klubie sekcja rugby, która obecnie pozostała jedyną sekcją klubu. Rugbyści Juvenii od 2000 z przerwami rozgrywają mecze w polskiej Ekstralidze, a w 2009 wywalczyli brązowy medal mistrzostw Polski. Zdobywali także medale w mistrzostwach Polski w rugby 7: srebrny w 2002 i brązowe w 2020 i 2021 wśród mężczyzn oraz brązowy w 2019 wśród kobiet.
Obiekt klubowy znajduje się na Błoniach. Na jego terenie w 75-lecie klubu w 1981 odsłonięto popiersie księdza Mieczysława Kuznowicza autorstwa Bronisława Chromego, ufundowane przez Izbę Rzemieślniczą oraz Cechy Rzemieślnicze Krakowa.

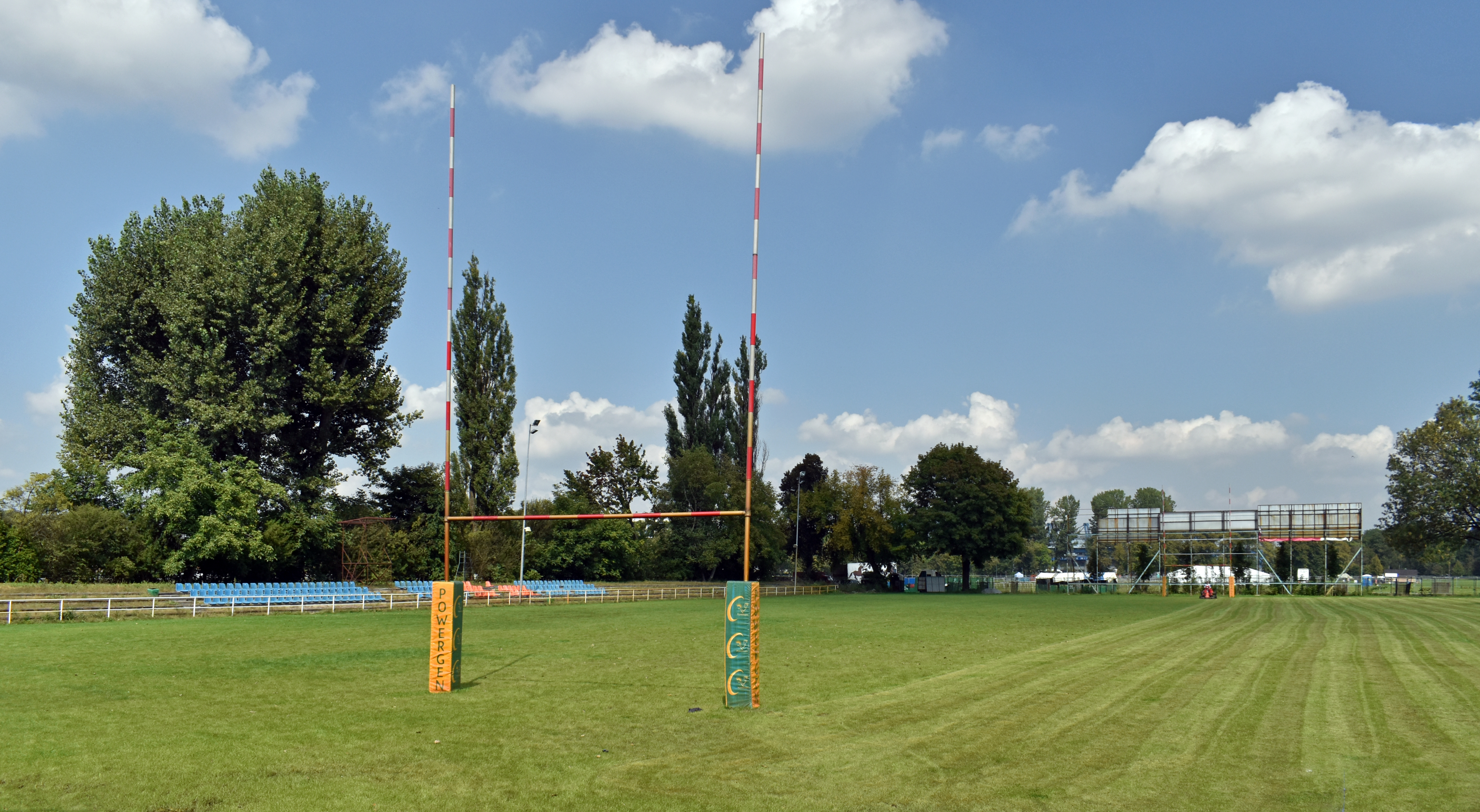
Stadion Juvenii
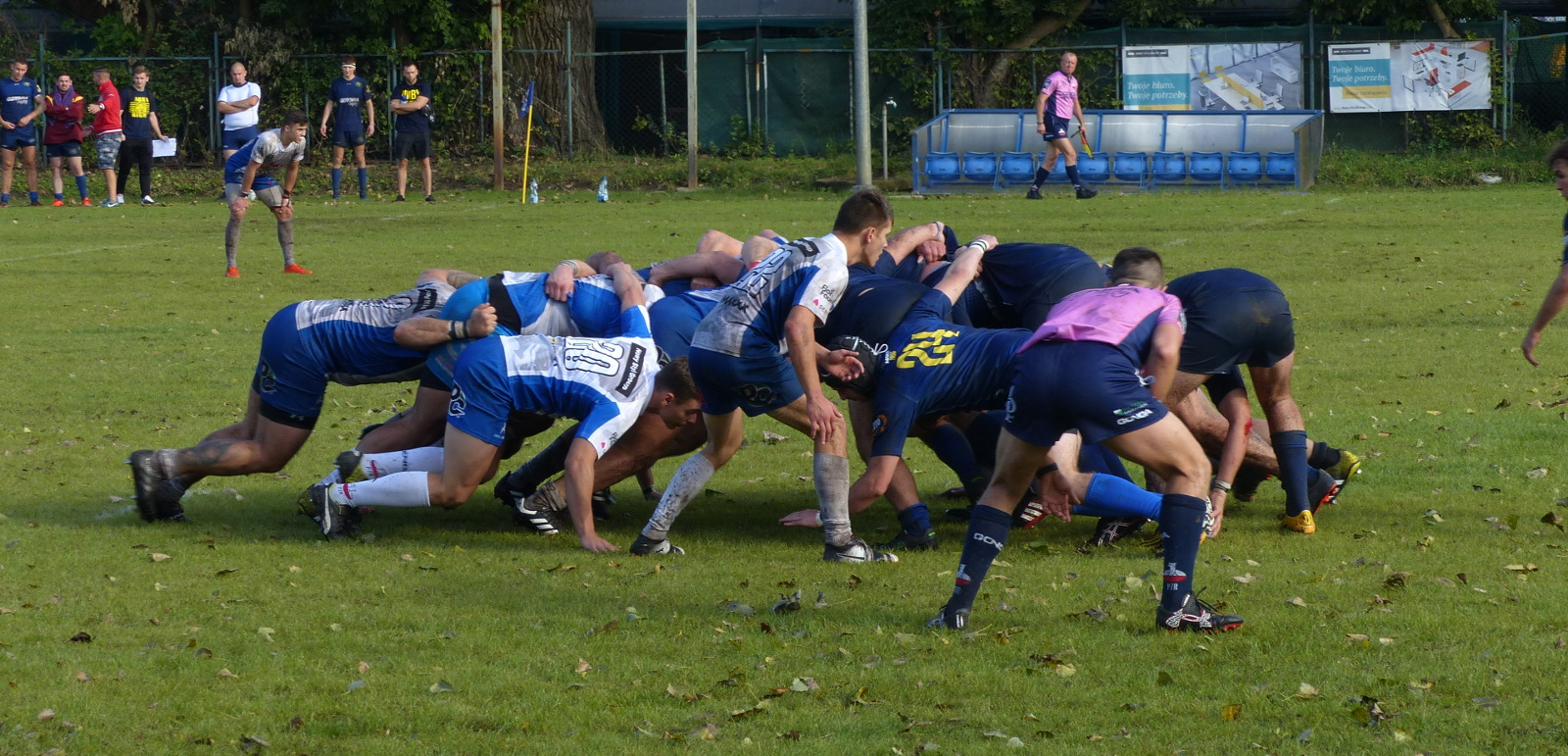
Rugbyści Juvenii (w jasnych koszulkach) podczas meczu przeciwko Arce Gdynia w 2018
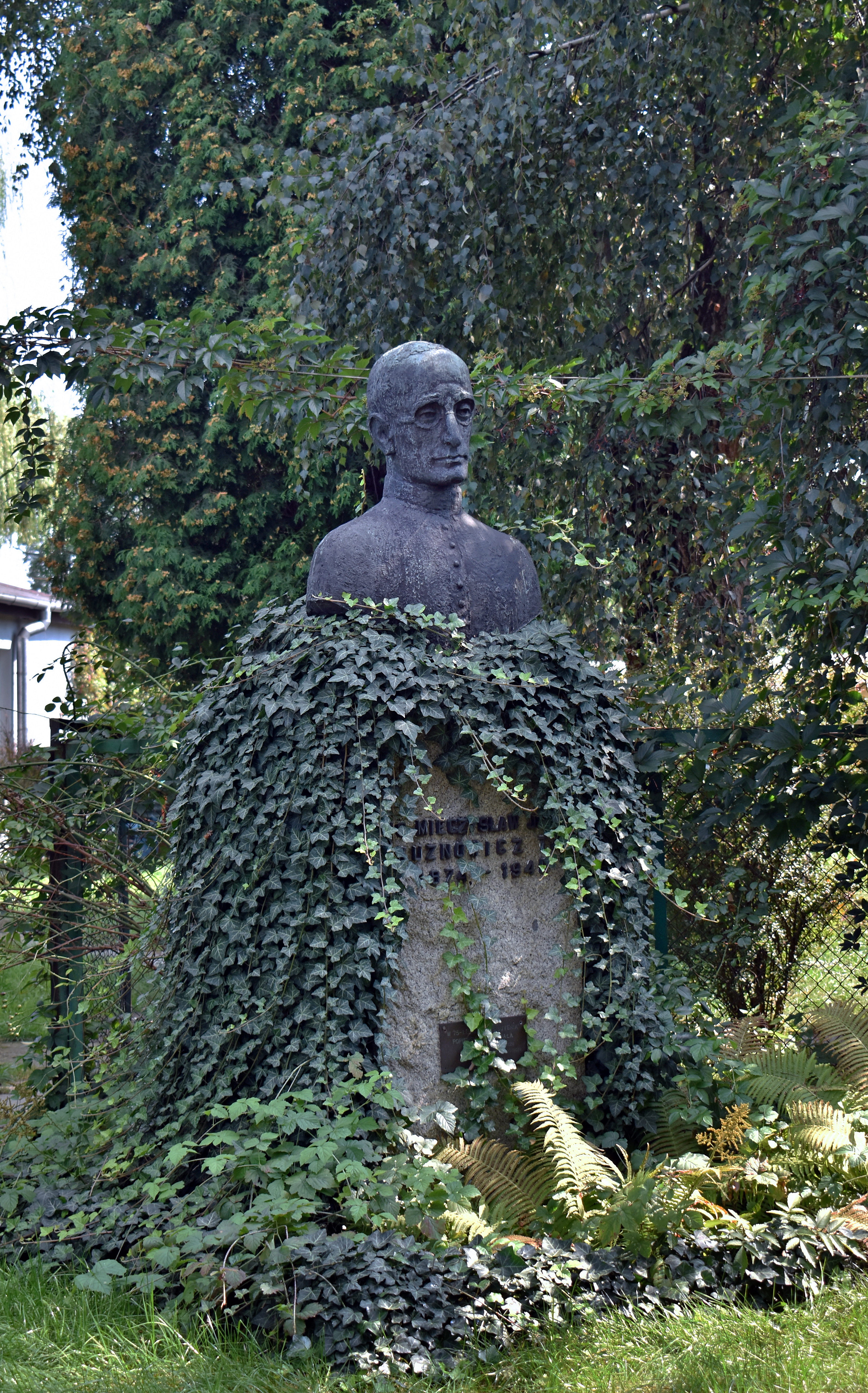
Pomnik Mieczysława Kuznowicza na terenie Juvenii